# Conophyma lobulatum
Conophyma lobulatum is een rechtvleugelig insect uit de familie Dericorythidae. De wetenschappelijke naam van deze soort is voor het eerst geldig gepubliceerd in 1950 door Mishchenko.